# La Colle (Monaco)
La Colle è un quartiere del comune di Monaco situato nella sua parte estrema a ovest, in precedenza facente parte del quartiere tradizionale di La Condamine.
Dal 1902 ospita il Centre Hôspitalier Princesse Grace, l'unico ospedale del principato e intitolato alla celebre principessa nel 1958.